# Boris Gmyria
Répertoire
Opéra, Lieder
Boris Gmyria ou Gmyrya ou Gmyrja selon les langues (ukrainien : Борис Романович Гмиря ; russe : Борис Романович Гмыря), né le 5 août 1903 à Lebedyn et décédé à Kiev le 1er août 1969, est un chanteur (basse) ukrainien d'opéra et de mélodies. Lauréat du prix Staline en 1952.

## Biographie
Boris Gmyria naît à Lebedyn un petit village au nord-est de l'Ukraine (actuelle région de Soumy), dans une famille pauvre où son père est maçon. Sa mère chante. Dès 16 ans, obligé de travailler, il occupe différents emplois comme marin sur des navires marchands, pompier, mécanicien ou docker à Sébastopol.
En 1927, il entre à l'Institut du génie civil de Kharkov et en sort diplômé en 1935. Il poursuit ses études pour obtenir un doctorat, toujours à Kharkov. Durant la famine de 1932-33, son père meurt et sa mère échappe de peu au même sort.
Parallèlement, il suit des études de chant avec le pédagogue Pavel V. Golubev, un élève de Federico Buhamelli, au Conservatoire de Kharkov, dont il sort diplômé en 1939. Il fait ses débuts sur la scène de l'opéra de Kharkov où il est engagé dès 1936, dans Le cosaque Zaporozhye sur le Danube de Gulak Artemovsky, tenant le rôle de Sultan. Sa voix est rapidement renommée dans la ville.
Après son prix, il fait une tournée dans le pays et est engagé à l'opéra de Kiev l'année même, en 1939. Il y fera sa carrière jusqu'en 1957, interprétant 36 rôles différents, tels Mefistofele du Faust de Gounod, Boris de Moussorgski, Galitzky du Prince Igor, Russlan et Ludmilla de Glinka, le Prince Grémine dans Eugène Onéguine et Tomsk dans La Dame de pique de Tchaïkovski, Sobakine dans La fiancée du Tsar, Salieri dans le Mozart et Salieri de Rimski-Korsakov, ou la Rusalka de l'Ukrainien Dargomyjski.
Au concert, il interprète Borodine, Brahms, Chostakovitch, Dvořák, Grieg, Moussorgski, Rachmaninoff, Rubinstein, Schumann et Schubert, mais aussi des chants populaires ukrainiens.
En 1941, il est distingué comme Artiste de la République Ukrainienne.
Pendant la Seconde Guerre mondiale, Gmyria reste à Poltava occupée par les nazis et se produit pour les Allemands. Ce comportement lui est reproché et est qualifié de collaboration avec l'ennemi par les autorités soviétiques. Gmyrya eût été emprisonné et exilé, s'il n'y avait bénéficié de l'intervention de Nikita Khrouchtchev.
Après la guerre, Boris Gmyria reprend son travail à l'Opéra de Kiev où il subit un harcèlement constant à cause de sa conduite pendant l'occupation. Par exemple, au lieu des parties de basse, on lui donnait des rôles de baryton ou même de ténor, et il lui a été interdit de se produire dans son rôle fétiche : Boris. La situation conduit Gmyria à démissionner et à se retrancher vers le concert. Ne pouvant se déplacer que dans le bloc communiste, il ne se produit qu'à Moscou, Leningrad, Sofia et Varsovie notamment, ce qui nuit à une carrière internationale. Le gouvernement soviétique refusait les demandes d'engagement pour les États-Unis, le Canada, l'Italie, l'Angleterre, les Pays-Bas, etc. : les télégrammes ne lui arrivant jamais.
Sa première épouse, Anna Ivanovna, décédée après une grave maladie en 1950, il se marie avec Vera Avhustivnu qui lui survécut vingt-sept années.
Gmyria est fait artiste du peuple de l'URSS en 1951 et lauréat de l'ordre de Lénine en 1960 et du prix Staline en 1952. Il est considéré comme l'un des plus grands artistes soviétiques du XXe.
Le compositeur Dmitri Chostakovitch, qui aimait beaucoup la voix du chanteur, le pressentait pour la création de sa Treizième symphonie. Compte tenu du caractère sulfureux du thème et du texte de Evgueni Evtouchenko, l'artiste a prudemment demandé l'avis du comité central, qui choisit un autre chanteur. Il est intéressant d'envisager cette symphonie de Chostakovitch, en ayant à l'esprit qu'elle a été conçue pour ce chanteur.
Gmyria a tourné dans quelques films.
En 1962, le nom de Boris Gmyria entre dans le prestigieux Who's Who.
Boris Gmyria est inhumé au cimetière Baïkov à Kiev. En 1979, est érigée une pierre tombale de granit, œuvre du sculpteur Kuznetsov.

## Hommages
Dans les années 1980, la branche française de la maison de disque Melodiya publie une série de documents pour l'art et la paix où l'Ukraine est représentée par Boris Gmyria.
L'UNESCO dans une communication pour le centenaire de sa naissance, de septembre 2003, a été dit : « ... Gmyria est connu comme « Boris le Grand » et sa voix de basse magnifique est reconnue comme un phénomène unique qui n'appartient pas seulement à l'Ukraine, mais la culture mondiale dans son ensemble. Ses œuvres philosophiques... et épistolaires représentent également une grande valeur pour la culture mondiale... ».
La poste ukrainienne a édité un timbre commémoratif en 2003.

## Répertoire
Boris Gmyria possède une voix d'une rare beauté, douce et veloutée, très naturelle, posée sans manière et sans effet. Ses enregistrements des mélodies du répertoire russe font autorité et il était aussi un grand chanteur d'opéra.

## Discographie
LP
- Rimski-Korsakov, La fiancée du Tzar - (Sobakin), O. Opéra de Kiev, Dir. Vladimir Piradov (c. 1955 - 4LP Melodiya D-02307-14[3])
- Mikhail Glinka, Ruslan et Ludmilla - (Ruslan), Dir. inconnu (années 1950 - Melodiya D 8643-4)
- Rubinstein, Mélodies persanes d'après Mirza-Schaffy, opus 34 (1854) - Lev Ostrin, piano (1957 - Melodiya 33D 03548-49 [GOST 5289-68])
- Schubert, Lieder - Lev Ostrin, piano (1965 - Melodiya)
- Schubert, Le voyage d'hiver - Lev Ostrin, piano (c. 1965 - Melodiya)

CD
- Rimski-Korsakov, Mozart et Salieri - (Salieri), OP. Leningrad, Dir. Edouard Grikurov (1963, concert - Dante LYS 483)
- Boris Gmyrja, arias extraits de Glinka, Moussorgsky, Borodine, Rimski-Korsakov, Tchaikovsky, Gounod (avec Ivan Kozlovsky, ténor), Tchaikovsky, Rachmaninoff - Dir. Boris Khaikin, Vasili Nebolsin, Alexander Orlov, Alexander Melik-Pashaev, Vladimir Piradov (Preiser Records coll. Lebendige Vergangenheit PRE 89119.2)